# Melk (district)
Het district Melk in de Oostenrijkse deelstaat Neder-Oostenrijk ligt in het centrum van het land, ten westen van de hoofdstad Wenen. Het district bestaat uit een aantal gemeenten, die hieronder zijn opgesomd.

## Gemeenten en bijbehorende plaatsen
- Artstetten-Pöbring
  - Aichau, Artstetten, Dölla, Fritzelsdorf, Hart, Hasling, Lohsdorf, Nussendorf, Oberndorf, Payerstetten, Pleißing, Pöbring, Schwarzau, Trennegg, Unterbierbaum
- Bergland
  - Bergland, Gumprechtsberg, Holzing, Landfriedstetten, Plaika, Ratzenberg, Ratzenberg, Wohlfahrtsbrunn
- Bischofstetten
  - Bischofstetten, Buchgraben, Christenberg, Dörfl, Großa, Grünwies, Haag, Haberg, Hanau, Hintergrub, Mitterschildbach, Neubing, Niederbauern, Oberschildbach, Oberweg, Rametzhofen, Sierning, Strohdorf, Tonach, Unterschildbach, Unterweg, Winkelsdorf, Zauching
- Blindenmarkt
  - Atzelsdorf, Blindenmarkt, Kottingburgstall, Weitgraben
- Dorfstetten
  - Forstamt, Wimbergeramt
- Dunkelsteinerwald
  - Aichberg, Besenbuch, Bichl, Bittersbach, Dürnbach, Eckartsberg, Gansbach, Gerolding, Häusling, Heitzing, Hessendorf, Himberg, Hohenwarth, Kicking, Kochholz, Krapfenberg, Lanzing, Lerchfeld, Lottersberg, Maierhöfen, Mauer bei Melk, Neu-Gerolding, Neuhofen, Nölling, Nonnenhöfen, Oed, Ohnreith, Pfaffing bei Mauer, Pinnenhöfen, Schwaigbichl, Thal, Umbach, Ursprung
- Emmersdorf an der Donau
  - Emmersdorf an der Donau, Fahnsdorf, Goßam, Grimsing, Hain, Hofamt, Luberegg, Mödelsdorf, Pömling, Rantenberg, Reith, Schallemmersdorf, St. Georgen
- Erlauf
  - Erlauf, Harlanden, Knocking, Maierhofen, Niederndorf, Ofling, Steinwand, Wolfring
- Golling an der Erlauf
  - Golling, Hinterleiten, Neuda, Sittenberg
- Hofamt Priel
  - Hofamt Priel, Rottenberg, Rottenhof, Weins, Ysperdorf
- Hürm
  - Arnersdorf, Atzing, Diendorf, Grub, Hainberg, Harmersdorf, Hösing, Hürm, Inning, Kronaberg, Löbersdorf, Maxenbach, Mitterradl, Murschratten, Neustift bei Sooß, Oberhaag, Oberradl, Ober-Siegendorf, Ober-Thurnhofen, Pöttendorf, Scharagraben, Schlatzendorf, Seeben, Sooß, Unterhaag, Unter-Siegendorf, Unter-Thurnhofen
- Kilb
  - Braunöd, Bühren, Dörfl, Dornhof, Feld, Fleischessen, Fohra, Fohrafeld, Freyen, Gartling, Glosbach, Graben, Graben bei Haag, Grub bei Kilb, Guglberg, Hauersdorf, Haxenöd, Heinrichsberg, Hohenbrand, Hummelbach, Kettenreith, Kilb, Kohlenberg, Laach, Maierhöfen, Mallau, Niederhofen, Oberneuberg, Panschach, Petersberg, Rametzberg, Ranzenbach, Ruttersdorf, Schlögelsbach, Schützen, Taubenwang, Teufelsdorf, Umbach, Unterneuberg, Unterschmidbach, Volkersdorf, Waasen bei Kilb, Wiesenöd, Wötzling
- Kirnberg an der Mank
  - Artlehen, Außerreith, Furth, Innerreith, Kimming, Kirnberg an der Mank, Kroisbach, Maierhöfen, Obergraben, Oed an der Mank, Pöllaberg, Ranitzhof, Sattlehen, Strohhof, Untergraben, Wolfsbach, Wolfsbach, Wolfsmath
- Klein-Pöchlarn
- Krummnußbaum
  - Annastift, Diedersdorf, Holzern, Krummnußbaum, Neustift, Wallenbach
- Leiben
  - Ebersdorf, Kaumberg, Lehen, Leiben, Losau, Mampasberg, Urfahr, Weinzierl, Weitenegg
- Loosdorf
  - Albrechtsberg an der Pielach, Loosdorf, Neubach, Rohr, Sitzenthal
- Mank
  - Aichen, Altenhofen, Anzenbach, Bodendorf, Busendorf, Dorna, Fohra, Fritzberg, Gries, Großaigen, Hagberg, Hörgstberg, Hörsdorf, Kälberhart, Kleinaigen, Kleinzell, Lehen, Loipersdorf, Loitsbach, Loitsdorf, Mank, Massendorf, Münichhofen, Nacht, Oberschmidbach, Pichlreit, Pölla, Poppendorf, Ritzenberg, Rührsdorf, Simonsberg, St. Frein, St. Haus, Strannersdorf, Wies, Wolkersdorf
- Marbach an der Donau
  - Auratsberg, Friesenegg, Granz, Kracking, Krummnußbaum an der Donauuferbahn, Marbach an der Donau, Schaufel
- Maria Taferl
  - Maria Taferl, Obererla, Oberthalheim, Reitern, Untererla, Unterthalheim, Unterthalheim, Wimm
- Melk
  - Großpriel, Kollapriel, Melk, Pielach, Pielachberg, Pöverding, Rosenfeld, Schrattenbruck, Spielberg, Winden
- Münichreith-Laimbach
  - Edelsreith, Eggathon, Gmaining, Kehrbach, Kollnitz, Laimbach am Ostrong, Mayerhofen, Münichreith, Pargatstetten, Rappoltenreith
- Neumarkt an der Ybbs
  - Kemmelbach, Neumarkt an der Ybbs
- Nöchling
  - Artneramt, Baumgartenberg, Freigericht, Gulling, Mitterndorf, Niederndorf, Niederndorf, Nöchling
- Persenbeug-Gottsdorf
  - Gottsdorf, Hagsdorf, Loja, Metzling, Persenbeug
- Petzenkirchen
- Pöchlarn
  - Am Rechen, Brunn an der Erlauf, Ornding, Pöchlarn, Rampersdorf, Röhrapoint, Wörth
- Pöggstall
  - Annagschmais, Arndorf, Aschelberg, Bergern, Brennhof, Bruck am Ostrong, Dietsam, Gerersdorf, Gottsberg, Grub bei Aschelberg, Grub bei Neukirchen am Ostrong, Haag, Krempersbach, Krumling, Laas, Landstetten, Loibersdorf, Muckendorf, Mürfelndorf, Neukirchen am Ostrong, Oberbierbaum, Oberdörfl, Oberhohenau, Oed, Pöggstall, Pömmerstall, Prinzelndorf, Sading, Straßreith, Unterhohenau, Wachtberg, Weinling, Weißpyhra, Würnsdorf, Würnsdorf, Zöbring
- Raxendorf
  - Afterbach, Braunegg, Eibetsberg, Feistritz, Klebing, Laufenegg, Lehsdorf, Mannersdorf, Moos, Neudorf, Neusiedl am Feldstein, Neusiedl bei Pfaffenhof, Ottenberg, Ottenberg, Pfaffenhof, Pölla, Raxendorf, Robans, Steinbach, Troibetsberg, Walkersdorf, Zehentegg, Zeining, Zogelsdorf
- Ruprechtshofen
  - Baulanden, Brunnwiesen, Etzen, Fittenberg, Fohregg, Geretzbach, Graben, Grabenegg, Grub, Hofstetten, Hofstetten, Hohentann, Hub, Kagelsberg, Kalcha, Koth, Kronberg, Kühberg, Lasserthal, Lehen, Naspern, Ockert, Oed, Rainberg, Reisenhof, Riegers, Rottenhof, Ruprechtshofen, Schlatten, Simhof, Sinhof, Weghof, Wies, Zinsenhof, Zwerbach
- Schollach
  - Anzendorf, Groß-Schollach, Klein-Schollach, Merkendorf, Roggendorf, Schallaburg, Steinparz
- Schönbühel-Aggsbach
  - Aggsbach-Dorf, Aggstein, Berging, Gschwendt, Hub, Schönbühel an der Donau, Siedelgraben, Wolfstein
- Sankt Leonhard am Forst
  - Aichbach, Altenhofen, Apfaltersbach, Au, Brandstatt bei Au, Brandstatt bei Oed, Dangelsbach, Diesendorf, Eisguggen, Eselsteiggraben, Fachelberg, Gassen, Geigenberg, Grillenreith, Grimmegg, Großweichselbach, Grub bei Harbach, Haindorf, Harbach, Haslach, Hochstraß, Hohenreith, Hörgerstall, Hub an der Mank, Kerndl, Kleinweichselbach, Kühberg, Lachau, Lehenleiten, Lunzen, Neusiedl, Oed bei Haslach, Pöllendorf, Pühra, Reith bei Vornholz, Reith bei Weichselbach, Rinn, Ritzenberg, Ritzengrub, Sandeben, Schönbuch, Schweining, Seimetzbach, St. Leonhard am Forst, Steghof, Steinbach, Straß, Thal, Urbach, Vornholz, Wegscheid, Ziegelstadl
- Sankt Martin-Karlsbach
  - Ennsbach, Hengstberg, Karlsbach, Neuhaus, St. Martin am Ybbsfelde
- Sankt Oswald
  - Fünflingeramt, Loseneggeramt, St. Oswald, Stiegeramt, Urthaleramt
- Texingtal
  - Altendorf, Bach, Fischbach, Großmaierhof, Haberleiten, Hinterberg, Hinterholz, Hinterleiten, Kleinmaierhof, Mühlgraben, Panholz, Plankenstein, Reinöd, Rosenbichl, Schwaighof, Sonnleithen, St. Gotthard, Steingrub, Straß bei Texing, Texing, Walzberg, Weißenbach
- Weiten
  - Eibetsberg, Eitental, Filsendorf, Jasenegg, Mollenburg, Mollendorf, Mörenz, Nasting, Rafles, Seiterndorf, Streitwiesen, Tottendorf, Weiten, Weiterndorf
- Ybbs an der Donau
  - Donaudorf, Göttsbach, Sarling, Sarling, Säusenstein, Ybbs an der Donau
- Yspertal
  - Haslau, Kapelleramt, Nächst Altenmarkt, Wimberg, Yspertal
- Zelking-Matzleinsdorf
  - Anzenberg, Anzenberg, Arb, Bergern, Einsiedl, Freiningau, Gassen, Hofstetten, Maierhöfen, Mannersdorf, Matzleinsdorf, Zelking